# John Singleton Copley

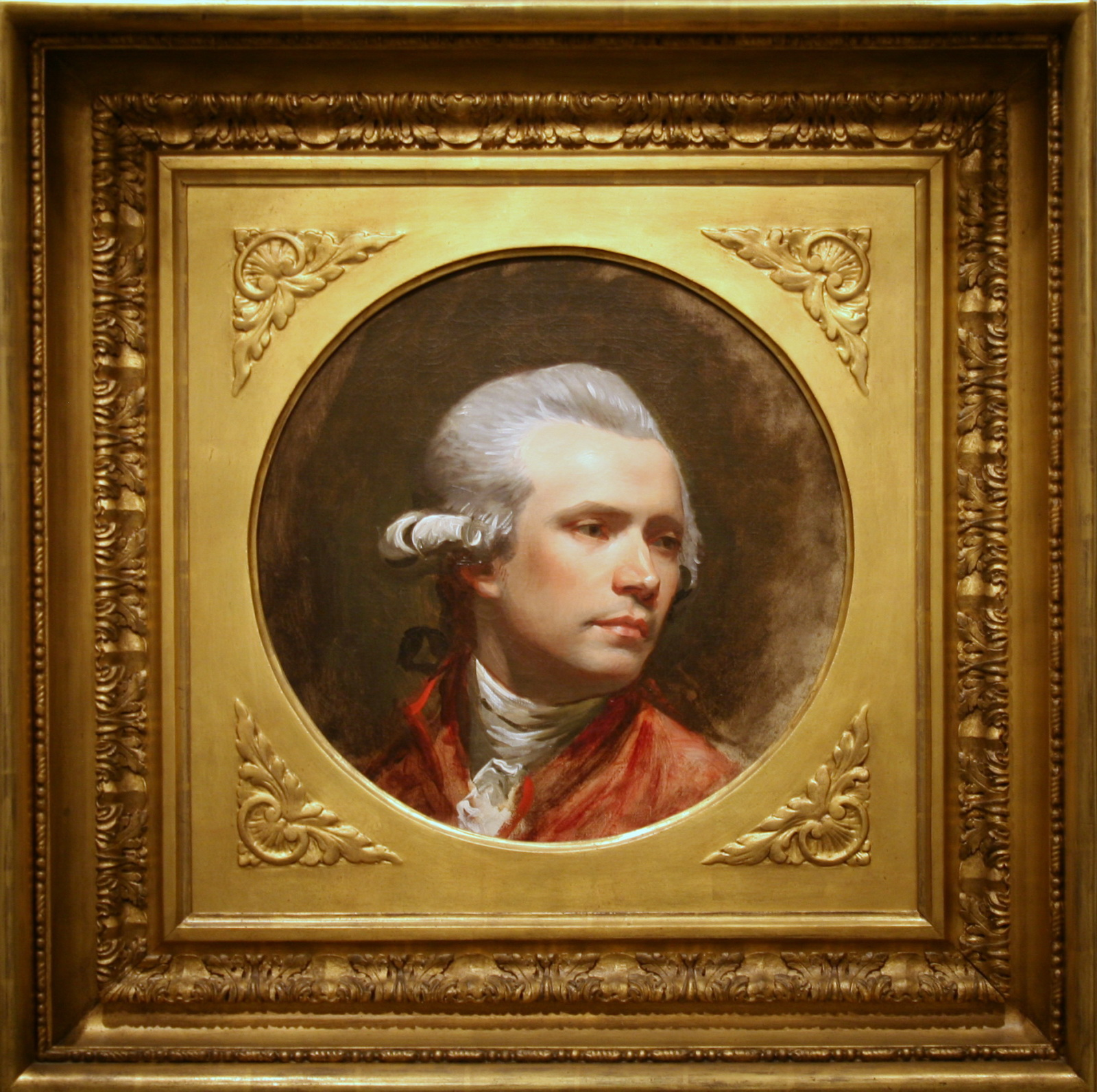
John Singleton Copley: Selbstporträt (1780–1784). National Portrait Gallery, Washington D. C.

John Singleton Copley (* 3. Juli 1738 in Boston; † 9. September 1815 in London) war ein amerikanisch-englischer Kupferstecher Maler, Miniaturist.

## Leben

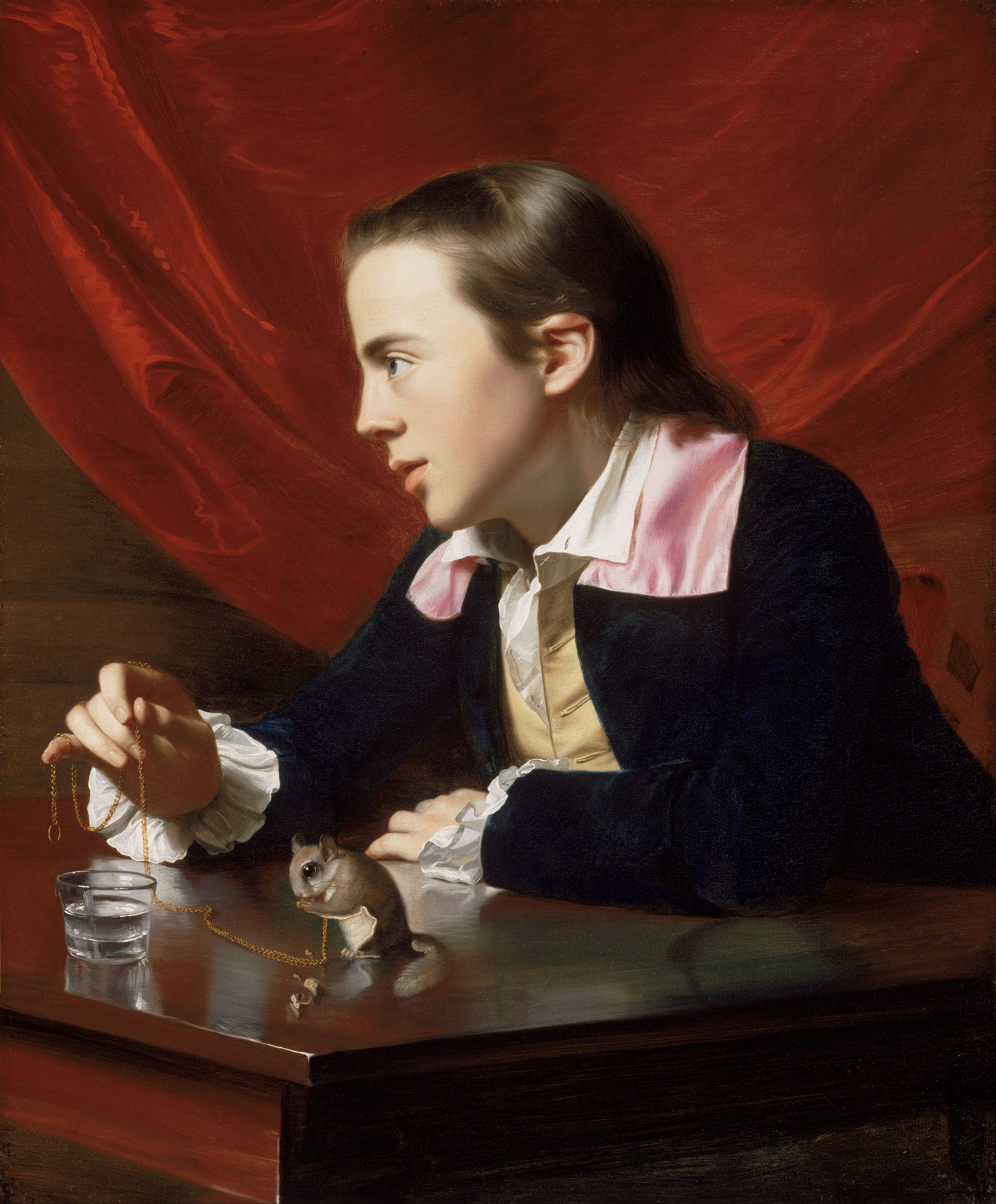
Junge mit Flughörnchen (Henry Pelham), 1765. Öl auf Leinwand, 76,8 × 63,5 cm. Museum of Fine Arts, Boston

Copley war ein Sohn der irischen Emigranten Richard Copley und dessen Frau Mary (geborene Singleton). Sein Vater stammte aus Limerick; seine Mutter war die Tochter von John Singleton, Esq., aus Quinville im County Clare. Seine Eltern hatten 1736 geheiratet und waren nach Amerika ausgewandert, um dort ihre Zukunft aufzubauen. Sie ließen sich 1737 in der Stadt Boston nieder. Sein Vater war kurz nach der Geburt Copleys auf den Westindischen Inseln verstorben, die er aufgrund gesundheitlicher Probleme aufgesucht hatte. Die Mutter musste den Unterhalt für sich und ihren Sohn verdienen und heiratete 1748 den verwitweten Mezzotintokupferstecher Peter Pelham (1695–1751), der drei Söhne mit in die Ehe brachte. Aus dieser zweiten Ehe ging nur ein Sohn, Henry Pelham (1749–1806), hervor. Von Pelham erhielt Copley seinen ersten Unterricht in Kunsttheorie, Kupferstechen, Komposition und Zeichnen. Schon früh hatte er zudem Kontakt zu dem aus Schottland emigrierten Maler und Architekten John Smibert (1688–1751), der in der Nachbarschaft wohnte. Eine 1752 datierte Zeichnung, gilt als eines seiner frühesten Werke. Später porträtierte er auch seinen Stiefbruder Charles Pelham und seinen Halbbruder Henry.
Dieses Gemälde (The Boy with a Flying Squirrel) stellte er bereits im Jahr 1766 in der Londoner Society of Artists aus. Bis 1772 beschickte er von Boston aus die Ausstellungen dieser Gesellschaft. Copley porträtierte zahlreiche Angehörige angesehener Bostoner Familien. Von den Bildnissen wurden jedoch viele bei dem großen Brand in Boston im Jahr 1782 vernichtet. Er war überwiegend Boston tätig hielt sich jedoch 1771 für sechs Monate in New York auf, um dort Porträts berühmter Persönlichkeiten anzufertigen.
1774 nahm er die Einladung des amerikanischen Malers Benjamin West an, zu diesem nach London zu kommen. Dort wurde er von West mit offenen Armen aufgenommen, der ihm zahlreiche Aufträge verschaffte. So fertigte er unter anderem Bildnisse des Königspaares an. Von 1774 bis 1776 unternahm Copley eine Studienreise nach Italien und besuchte auf dem Rückweg auch Deutschland und die Niederlande. In Rom malte er 1775 das Doppelbildnis von Ralph Izard und dessen Frau. Seine Fertigkeiten im Zeichnen verbesserte er durch das Kopieren klassischer Werken. Copley entschloss sich aufgrund der politischen Unruhen in Amerika und ermutigt durch den Erfolg seiner Bilder dauerhaft nach London zu übersiedeln. 1779 wurde er zum Mitglied der Royal Academy ernannt und 1791 wurde er in die American Academy of Arts and Sciences gewählt.
Am 11. August 1815 erlitt Copley einen Schlaganfall, der Lähmungen hervorrief. Er schien sich zunächst zu erholen und konnte Ende August wieder malen bis ein zweiter Schlaganfall eintrat. Er starb kurz darauf in seinem Haus in der George Street am Hanover Square in London und wurde auf dem Highgate Cemetery beigesetzt.

## Familie

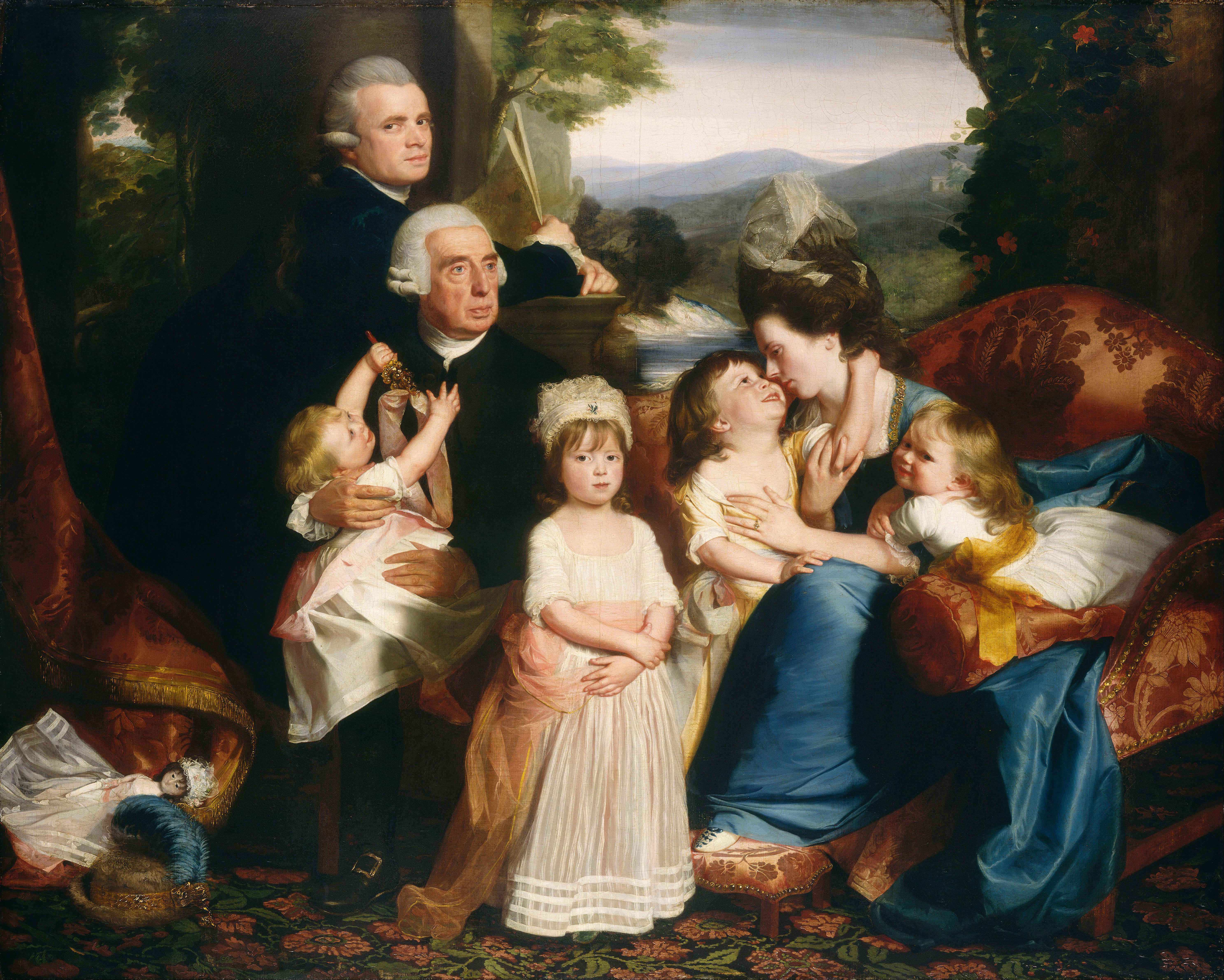
Der Maler und seine Familie, 1776 (Kinder: Elizabeth, John, Mary und Susannah)

Am 16. November 1769 heiratete Copley Susannah Farnum (geborene Clarke, * 20. Mai 1745), die Tochter von Richard Clarke, einem wohlhabenden und angesehenen Kaufmann aus Boston, der als Vertreter der East India Company tätig war, und dessen Frau Elizabeth (geborene Winslow; † 3. September 1765). Durch die zahlreichen Porträtaufträge hatte er ein recht gutes Auskommen und erwarb ein Haus auf Beacon Hill und später weitere Grundstücke bis sein Land etwa elf Morgen betrug. Auf diesem Anwesen wurden vier seiner sechs Kinder geboren. Drei der Kinder starben im Kindesalter.
- Elizabeth (1770–1866) ⚭ 1800 mit Gardiner Greene
- John Singleton Copley, 1. Baron Lyndhurst (21. Mai 1772–12. Oktober 1863) wurde 1827 Lordkanzler.[5][6][7]
- Mary (1773–1868)
- Clarke, Susannah, Jonathan (früh verstorben)

Auf dem Gemälde, das die Familien im Jahr 1776 zeigt sind folgende Personen abgebildet:
- Der Künstler selbst links, sich von einem Stapel seiner Skizzen abwendend den Betrachter ansehend,
- vor ihm Richard Clarke, der Schwiegervater Copleys
- in der Mitte beugt sich Susannah Copley vor, um ihren vierjährigen Sohn John Junior zu umarmen,
- Mary Copley liegt auf dem Sofa
- Elizabeth (Betsy) steht allein im Vordergrund
- das Baby Susannah versucht mit einer Rassel die Aufmerksamkeit ihres Großvaters zu erregen.

## Werke (Auswahl)
Copleys hervorragendsten Werke sind: „Der Tod Chathams“, „Der Tod des Majors Peirson“, „König Karl I. im Parlament“ ein großes See- und Schlachtenbild, den Moment darstellend, wo der holländische Admiral de Winter seinen Degen an Duncan übergibt, „Die Familie des Königs Georg III.“ und „Schlacht von Trafalgar“.
- Reverend William Welsteed 1753/54 (Mezzotintoporträt)
- Mars, Venus, Cupido und Vulkan 1754
- Die Schwestern Mary und Elizabeth Royall, 1755–1762, Leinwand, 146 × 122 cm.
- Nathaniel Hurd, 1765–66, Leinwand, 77 × 65 cm. (Cleveland Museum of Art).
- Drei Töchter König Georgs III., 1785, Leinwand, 265 × 185 cm. (London, Buckingham Palace)
- Ehepaar Ralph Izard, 1775, Leinwand, 175 × 225 cm. (Museum of Fine Arts, Boston)
- Ehepaar Thomas Mifflin, 1773, Leinwand, 153 × 122 cm. Philadelphia (Pennsylvania), Historical Society

Die Kupferstecher und Schabkünstler Robert Dunkarton, Valentine Green, William Humfred und Michel Picquenot nahmen Copley zum Vorbild und arbeiteten nach seinen Werken.

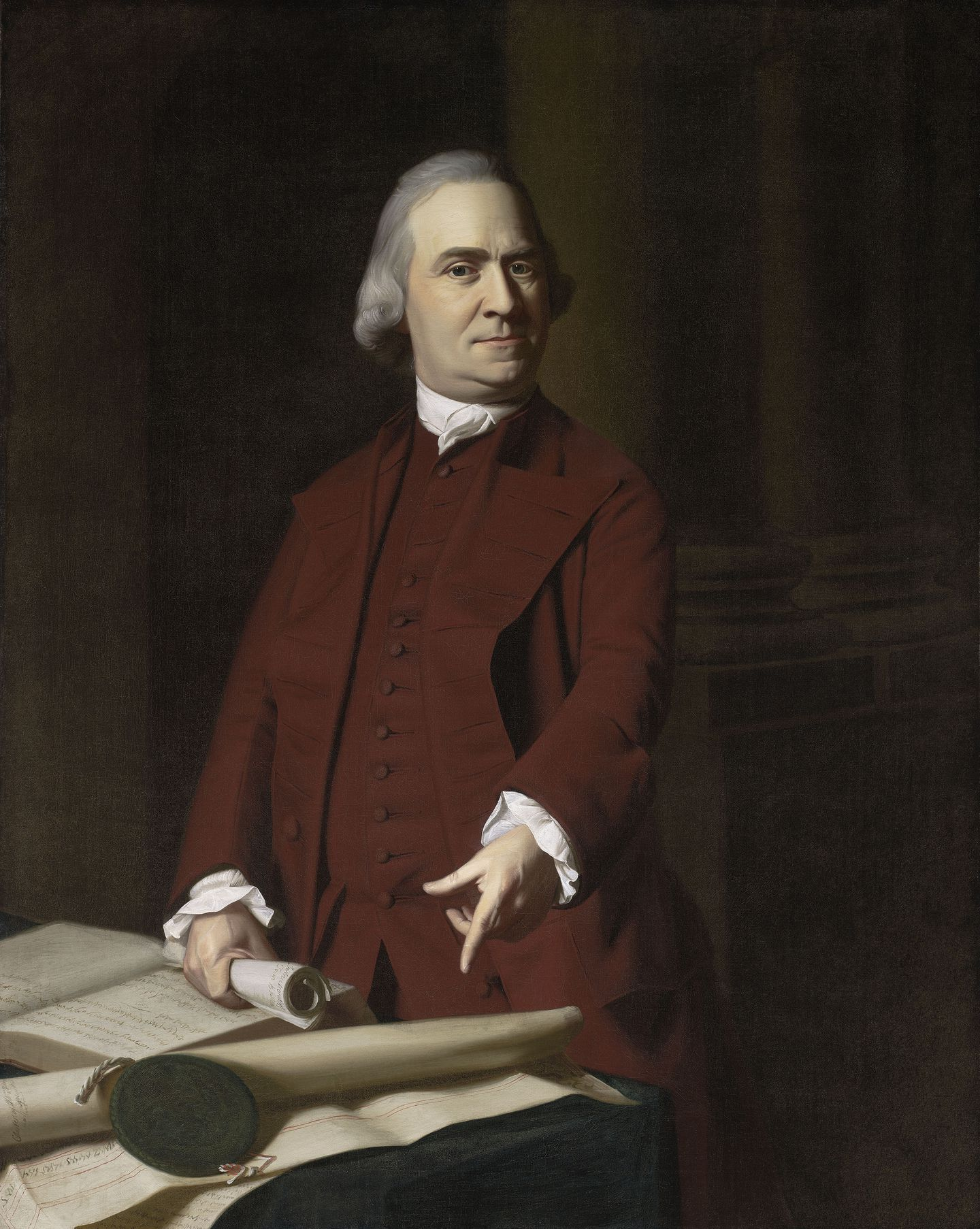
Samuel Adams, 1772
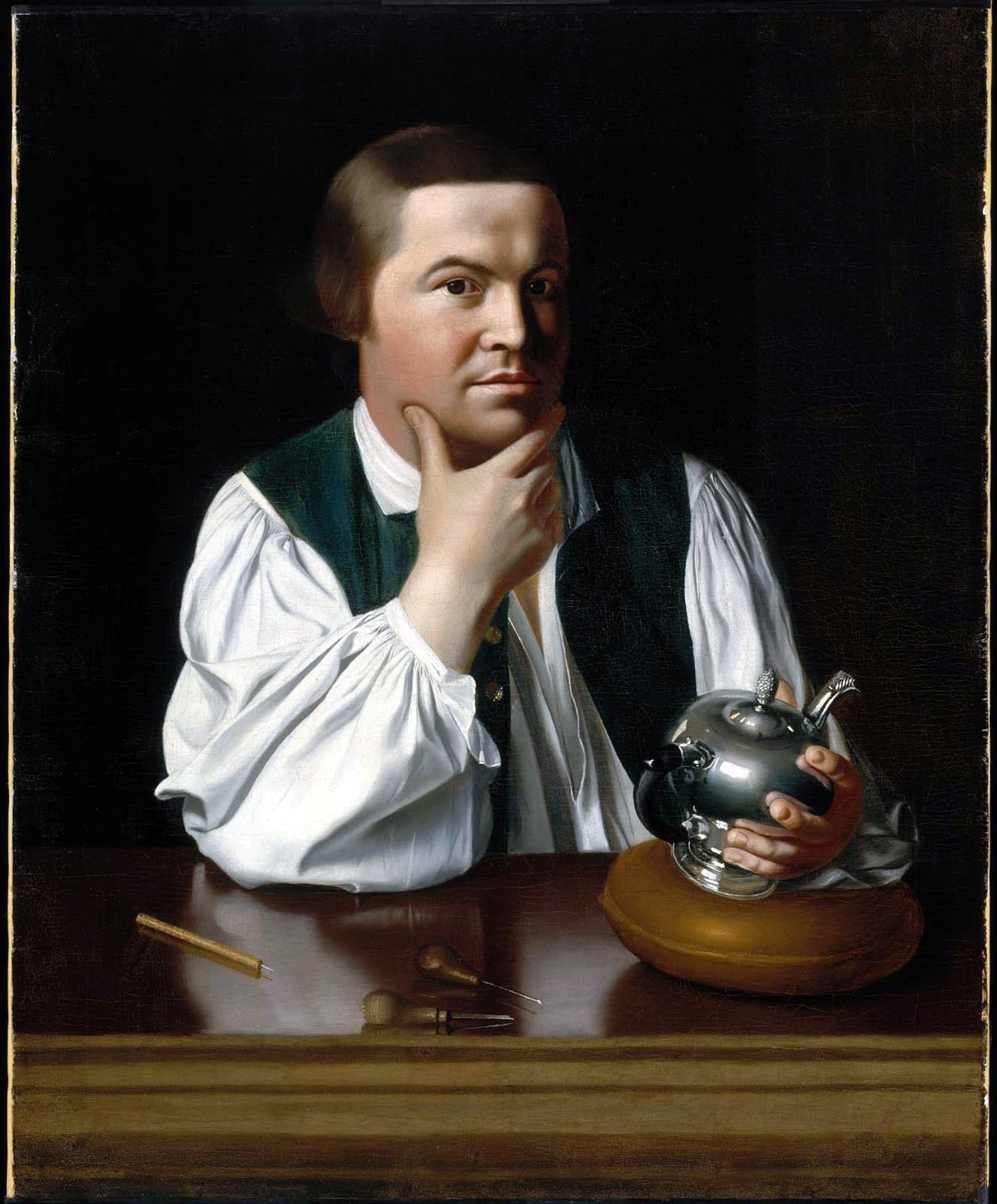
Paul Revere, 1776
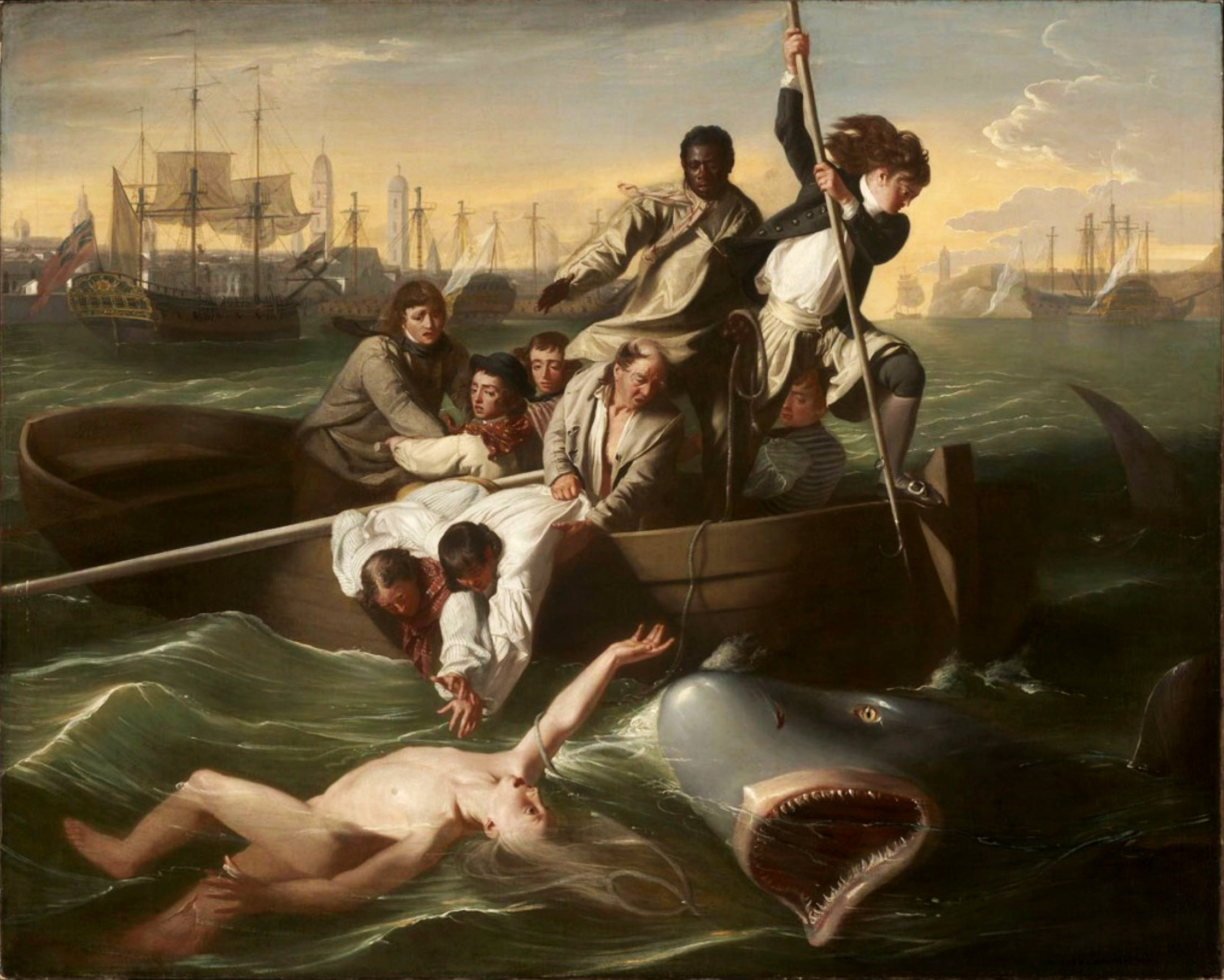
Watson und der Hai, 1778
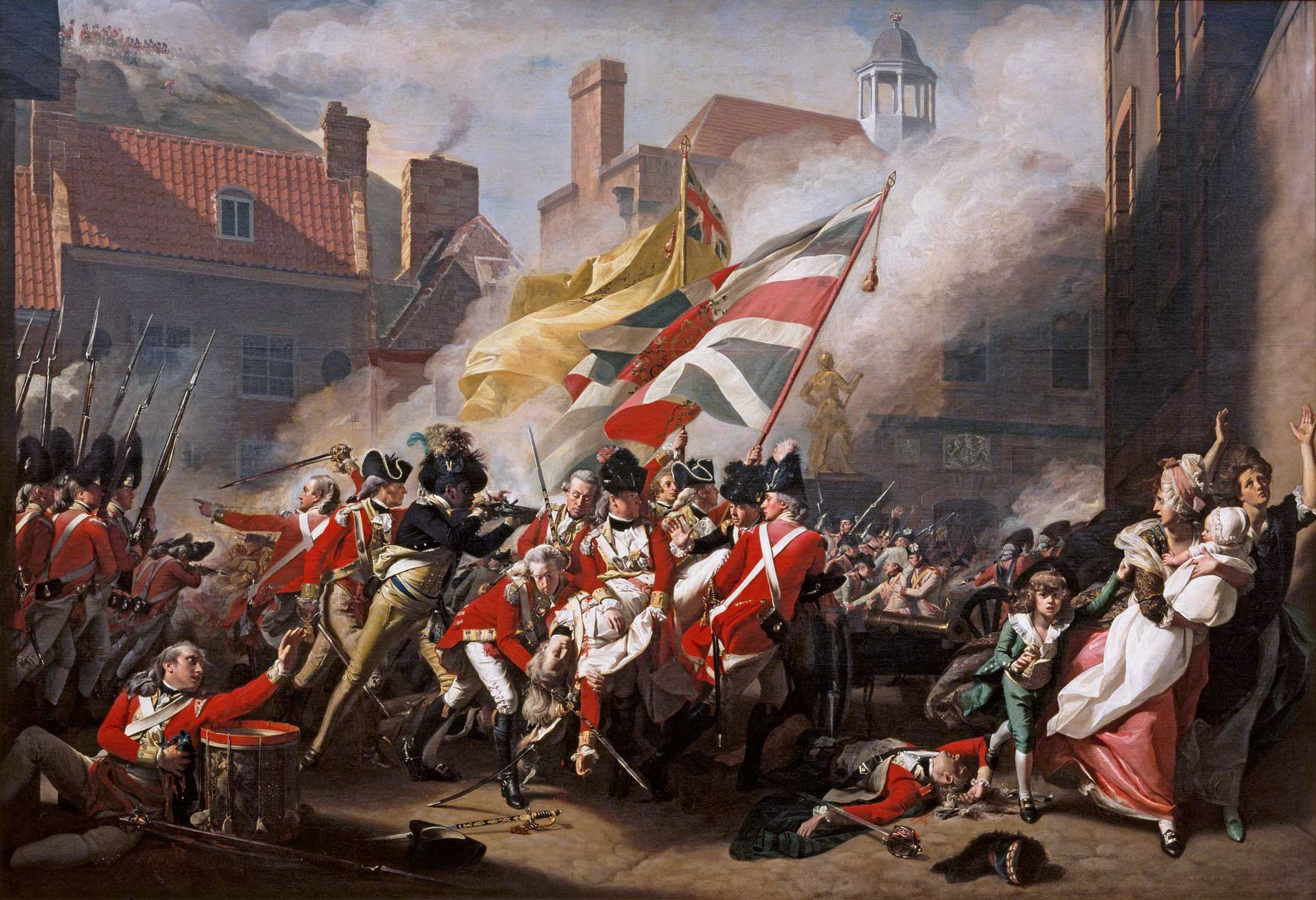
Der Tod des Majors Peirson, 1782–1784
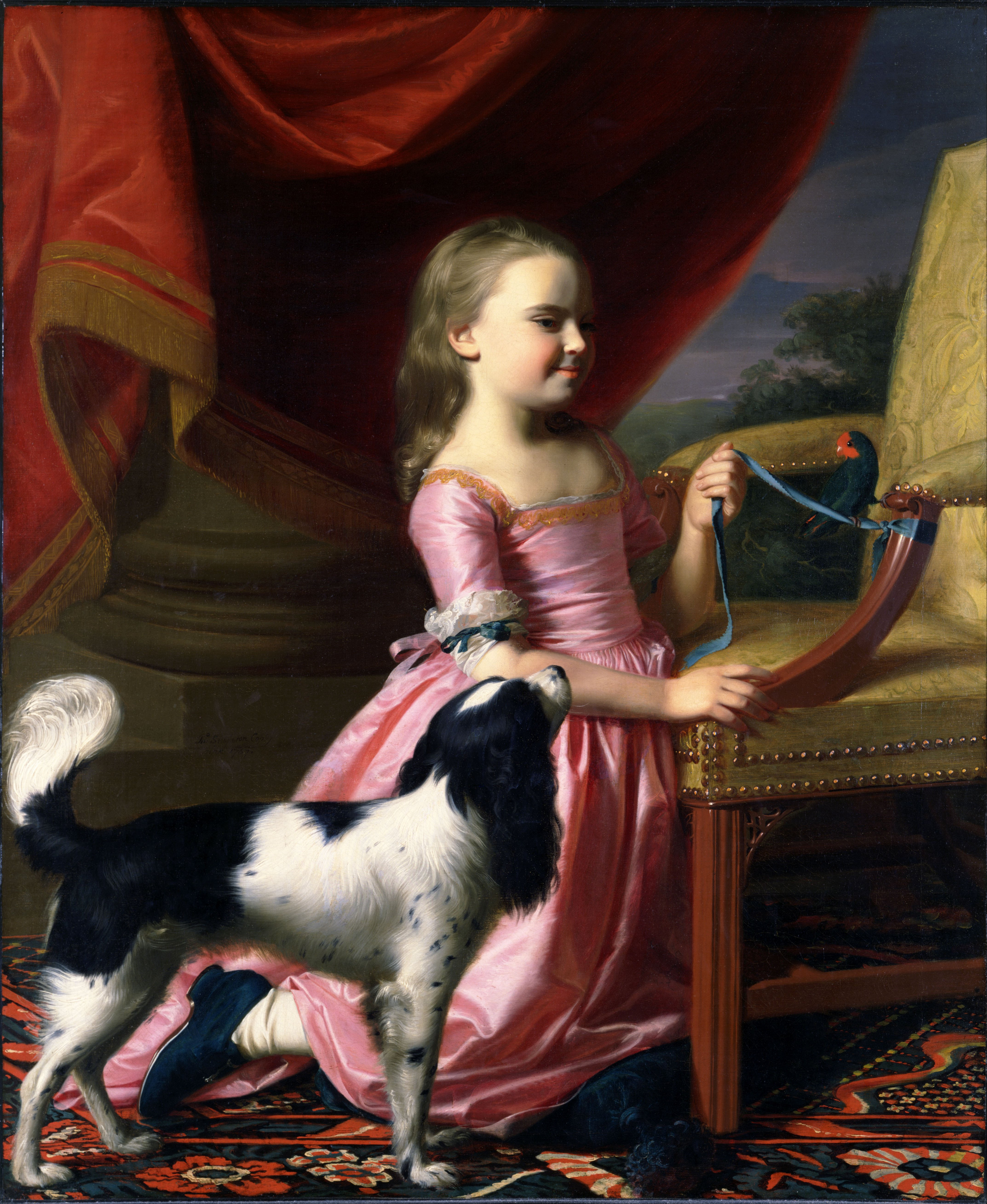
Mädchen mit Vogel und Hund, 1767
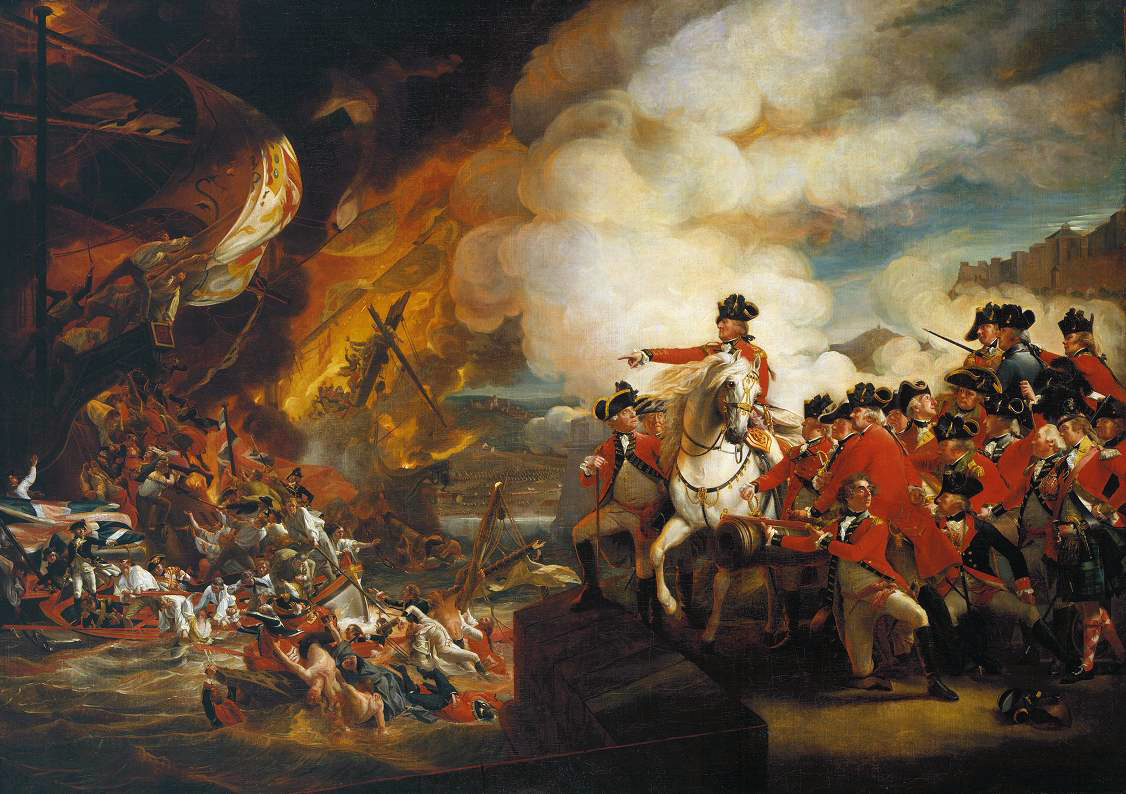
Die Belagerung von Gibraltar, 1783